# Miltoniopsis
Miltoniopsis es un género de orquídeas . El género se compone de cinco especies, nativas de Costa Rica, Panamá, Venezuela, Ecuador y Colombia.

## Características
El género Miltoniopsis fue establecido en 1889 por Alexandre Godefroy-Lebeuf cuando cuatro plantas fueron separadas del género Miltonia, pero no es generalmente aceptado hasta 1976, cuando fue resucitado por Garay y Dunsterville.

## Cultivo
Las plantas son cultivadas en luz moderada con temperaturas intermedias. Requieren una humedad de 50 a 90%. Durante veranos cálidos hay que regar la planta con agua cada día. Al acercarse el invierno, mantener la planta húmeda. En el invierno reducir el riego.  El género lleva el nombre de sus características similares al género Miltonia. A las plantas de este género también se les conoce comúnmente como pensamiento de orquídeas ya que sus flores se asemejan al pensamiento.  Las plantas difieren de Miltonia por tener hojas psuedobulbo únicas y una columna diferente.
Pueden ser cultivadas en un sustrato a base de corteza triturada de pino, chips de coco y perlita.

## Especies deMiltoniopsis
- Miltoniopsis bismarckii  Dodson & D.E.Benn. (1989)
- Miltoniopsis phalaenopsis  (Linden & Rchb.f.) Garay & Dunst. (1976)
- Miltoniopsis roezlii  (Rchb.f.) God.-Leb. (1889)
- Miltoniopsis vexillaria  (Rchb.f.) God.-Leb. (1889) - especie tipo -
- Miltoniopsis warszewiczii  (Rchb.f.) Garay & Dunst. (1976)